# Batiha
La Batiha o al-Batiha (àrab: البطيحة, al-Baṭīḥa, literalment ‘la Maresma’) és una depressió ocupada per praderes humides, inundades regularment. Els àrabs van donar aquest nom concretament a la regió de maresmes al curs inferior de l'Eufrates i Tigris, entre Kufa i Wasit al nord, i Bàssora al sud, a la part meridional del modern Iraq. També se l'anomena al-Batàïh, plural d'al-Batiha.

## Història
Les maresmes en aquesta zona ja existien molt antigament i són esmentades a les inscripcions cuneïformes. En època clàssica foren anomenades Chaldaicus Lacus. Nearc calcula que mesuraven uns 128 km. En aquesta època estava habitada per tribus d'origen nabateu i alguns autors anomenen la regió com Maresmes dels Nabat. També hi vivien probablement els madeans o subba (edat mitjana anomenats mughtasila) que encara hi viuen. A la taula de Peutinger apareixen sota el nom de Paludes Diotahi, segurament un error per Paludes Biotahi (de la paraula àrab). Posteriorment s'hi van començar a infiltrar els àrabs, els primers els Yashkur, els Bahila i els Banu l-Anbar que ja hi vivien al segle v. Després en van seguir d'altres.
La zona s'havia format pels dipòsits al·luvials del rius, creant el modern delta de Shatt al-Arab, però l'aigua del mar es va conservar en alguns punts. Al final de l'època sassànida (segona meitat del segle V) la zona va patir grans inundacions i les maresmes van agafar una extensió tan gran que els àrabs pensaven que fou llavors quan es va formar; alguns dics trencats en el regnat de Peroz I o Firuz I (457-484) foren reparats sota Còsroes I (531-578) i una part del terreny inundat va poder ser recuperat pel cultiu, però el 627, sota Còsroes II, una crescuda enorme del Tigris i Eufrates com mai s'havia vist, va trencar tots els dics i el terreny es va inundar de manera general. En la situació política que va seguir els dics no foren reparats i les maresmes no van parar de créixer; el Tigris va modificar el seu curs i va abandonar el llit oriental (que és l'actual) per un situat més a l'oest (el Shatt al-Dudjayla).
Sota els omeies es va intentar recuperar la regió i una petita part fou assecada i coneguda com al-Djawamid, però el 701 es van inundar altre cop a causa d'un trencament que el governador de Bàssora al-Hadjdj va evitar reparar conscientment. La fundació de Wasit pel mateix governador va provocar que molts dics fossin restaurats així com els canals de rec, i va instal·lar a la regió als zott o zutt, un poble indi, amb els seus ramats. Altres obres es van fer sota Hisham (724-743) per orde del governador d'Iraq, Khalid ibn Abd Allah al-Kasri, que va construir una resclosa al Tigris.
Sota els abbàssides es van obrir altre cop bretxes als dics i altre cop les maresmes es van fer més grans. Al nord-oest les maresmes arribaven fins a Kufa i Niffar, a l'est començaven una mica lluny de Wasit. Sota Al-Mamun (abbàssida) els zutt, dedicats normalment al pillatge a més a més de la seva activitat ramadera, van arribar a un punt que va inquietar a les poblacions i al govern, i el califa al-Mutasim els va traslladar a la frontera nord de Síria i a Cilícia. Els zandj van dominar la Batiha del 869 al 893. Al segle x hi van governar els Banu Shahin i la família del hadjib al-Muzaffar ibn Ali fins a l'establiment de la dinastia dels mazyàdides el 1012, que van regnar amb seu a Hilla fins al 1056. Al seu darrere van seguir els àrabs nòmades Banu l-Muntafik, sota la direcció del clan Banu Maruf fins al 1220, i sota altres xeics més endavant (els Banu l-Muntafik van governar part de la zona de maresmes fins al 1861). Els mongols van annexionar nominalment la Batiha el 1258, però el poder local continuà en mans de les tribus àrabs. En aquest temps es va començar a anomenar al-Djazair (les Illes) o al-Djawazir.
En l'aspecte físic no es van produir canvis fins al segle xii. En aquest segle el Tigris es va dividir en cinc braços que es reunien a l'Eufrates a Mattara a un dia de camí de Bàssora. Al segle xiv el Tigris va retornar al seu llit original. Tamerlà va ocupar la Batiha el 1393; va passar llavors als djalayàrides (1423). El 1440 fou dominada pels mushasha, que encara hi eren en temps del domini otomà (1546). Alguns principats tribals però foren hostils als otomans, i especialment els Al-Ulayn del Hammar, que no foren eliminats fins al 1567, i els Banu Lam del curs inferior del Tigris. Els Banu l-Muntafik, com a vassalls otomans, van governar la regió fins al 1861 quan Midhat Pasha i va establir un mutasarrifiyya depenent del paixà de Bagdad.

## Llacs
El més gran dels hors (els llacs interiors de la maresma són anomenats Hor) és el d'al-Hammar de 5200 km².

## Població
Històricament, la regió fou poblada per diverses tribus; les principals haurien estat:
- Banu Lam, que van assolir l'hegemonia de part de la Batiha al Tigris entre Hawiza i Bagdad; al segle xix el xeic tenia capital a Kut al-Amara. El seu poder fou eliminat al llarg del segle.
- Al-Bu Muhàmmad, instal·lats a l'est del Tigris
- Rabia, a l'oest del Tigris (ciutat principal Hayy)
- Zubayd, a l'oest del Tigris, al sud de Bagdad
- Khazàïl, al sud-oest dels Zubayd
- Muntafiq, confederació tribal dirigida pels al-Sadun (emigrats al segle xv de l'Hedjaz i que van establir la seva autoritat sobre diverses tribus del Baix Eufrates estenen la seva autoritat fins a Bàssora). La confederació va gaudir d'autonomia fins al 1861. Estaven formats per tres grups principals:
  - al-Àjwad
  - Banu Màlik
  - Banu Saïd
- Al-Jazàïr o Jawàzir, confederació tribal, sota control de vegades pels Mushasha, Muntafik o perses. Van ser dominats pels otomans el 1861. Es dividien en cinc grups principals:
  - Banu Àssad
  - al-Hussayní
  - Banu Hutayt
  - Úbada
  - Banu Mansur
- Midan, entre Kufa i Wassit, esmentats per Ibn Battuta com a Maadí.

## Economia
Les cases de la regió es construeixen a les illes o terrasses més difícils de patir inundacions. Grups de cases formen un llogaret. Cultiven principalment arròs, però també civada, moresc, sorgo, mill, llenties, melons i síndries i altres productes com les cebes. La pesca a rius i llacs constitueix també un important recurs.

## Fauna
A la zona hi va haver lleons fins al segle xix; altres animals són les gavines, ànecs salvatges, oques, cignes, pelicans, flamencs, cigonyes, avitardes, i altres. Mamífers cal destacar als búfals, camells, cabres, i en alguns llocs vaques; també hi ha alguns lleopards, xacals, llops, linxs, senglars i gats salvatges. La zona està infectada de mosquits i mosques, i el paludisme hi és endèmic.